# Станиславув (гмина)
Станиславув (пол. Stanisławów) — сельская гмина (волость) в Польше, входит как административная единица в Миньский повет, Мазовецкое воеводство. Население — 6239 человек (на 2004 год).

## Демография
| Перепись                       | Всего   | Всего | Женщины | Женщины | Мужчины | Мужчины |
| ------------------------------ | ------- | ----- | ------- | ------- | ------- | ------- |
| Единицы                        | человек | %     | человек | %       | человек | %       |
| Население                      | 6239    | 100   | 3112    | 49,9    | 3127    | 50,1    |
| Плотность населения (чел./км²) | 58,9    | 58,9  | 29,4    | 29,4    | 29,5    | 29,5    |

## Сельские округа
1. Борек-Чарниньски
2. Хоины
3. Чопан
4. Цисувка
5. Чарна
6. Гозьдзювка
7. Колёня-Станиславув
8. Легач
9. Любомин
10. Ладзынь
11. Ленка
12. Малы-Станиславув
13. Олдаковизна
14. Паперня
15. Поромб
16. Прондзево
17. Копачево
18. Пустельник
19. Реткув
20. Жондза
21. Сокуле
22. Станиславув
23. Шиманковщызна
24. Суховизна
25. Вулька-Чарниньска
26. Вулька-Констанцья
27. Вулька-Печонца
28. Вулька-Выбранецка
29. Залесе
30. Завесюхы

## Поселения
1. Каимовизна
2. Кубаювка
3. Марцелин
4. Огродзиска
5. Порембы-Лесьне
6. Ретковизна
7. Стрыховизна
8. Зофка

## Соседние гмины
1. Гмина Дембе-Вельке
2. Гмина Добре
3. Гмина Якубув
4. Гмина Миньск-Мазовецки
5. Гмина Посвентне
6. Гмина Страхувка
7. Зелёнка